# Selenosis
La selenosis o seleniosis es producida por el exceso de ingesta de selenio, o por alteraciones en el catabolismo de la selenocisteína a través de la selenocisteína beta-liasa. La intoxicación por selenio se puede producir por ingestas de este ion de más de 200 µg/día.
Es posible que esta alteración metabólica, interfiera con el metabolismo del azufre, que actúa como un importante antioxidante, en muchas enzimas que evitan la producción de radicales libres en el organismo. Se disminuye la síntesis proteíca, pues interfiere en el metabolismo de algunos aminoácidos como la metionina, saturando los productos y haciendo que se inhiban sus reacciones.
Los síntomas de la seleniosis son la pérdida de pelo y uñas, lesiones cutáneas, caída de los dientes, y anomalías del sistema nervioso central. La seleniosis en la mayoría de los casos es concomitante con fluorosis.
- Datos: Q2268113